# Itamos
Itamos (en griego: Ίταμος) es un antiguo municipio de Grecia en la periferia de Tesalia. En el censo de 2001 su población era de 4726 habitantes.
Fue suprimida e integrada en la ciudad de Karditsa, en virtud del Plan Calícrates en vigor desde enero de 2011.